# Nutthapong Chuekamut
Nutthapong Chuekamut (thailändisch ณัฐพง เชื้อกามุด, * 21. Dezember 2003), auch als Fluke bekannt, ist ein thailändischer Fußballspieler.

## Karriere
Nutthapong Chuekamut steht seit 2022 beim Trat FC unter Vertrag. Der Verein aus Trat spielt in der zweiten thailändischen Liga. Sein Zweitligadebüt gab Nutthapong Chuekamut am 13. November 2022 (13. Spieltag) im Auswärtsspiel gegen den Chiangmai FC. Hier wurde er in der 81. Minute für Pornpreecha Jarunai eingewechselt. Chiangmai gewann das Spiel 2:1. Am Ende der Saison 2022/23 feierte er mit Trat die Vizemeisterschaft und den Aufstieg in die erste Liga. Für Trat bestritt er drei Zweitligaspiele. Nach dem Aufstieg verließ er Trat und schloss sich dem Zweitligisten Nakhon Si United FC an. Nach einem Zweitligaspiel wechselte er Mitte Dezember 2023 zum Drittligisten Navy FC. Mit dem Verein aus Sattahip spielte er fünfmal in der Eastern Region der Liga. Nach der Ausleihe kehrte er im Sommer 2024 zu Nakhon Si United zurück. Nach insgesamt 17 Ligaspielen für Nakhon Si United wechselte er im Sommer 2025 nach Nakhon Pathom zum Erstligaabsteiger Nakhon Pathom United FC.

## Erfolge
- Thailändischer Zweitligavizemeister: 2022/23  ▲